# Trimma naudei
Trimma naudei es una especie de peces de la familia de los Gobiidae en el orden de los Perciformes.

## Morfología
Los machos pueden llegar a alcanzar los 3,5 cm de longitud total.

## Alimentación
Come copépodos, ostràcodes y radiolarios.

## Hábitat
Es un pez de Mar y de clima tropical y asociado a los  arrecifes de coral hasta los 3-30m de profundidad.

## Distribución geográfica
Se encuentra en las Seychelles

## Observaciones
Es inofensivo para los humanos.